# Muzeum Bursztynu w Królewcu

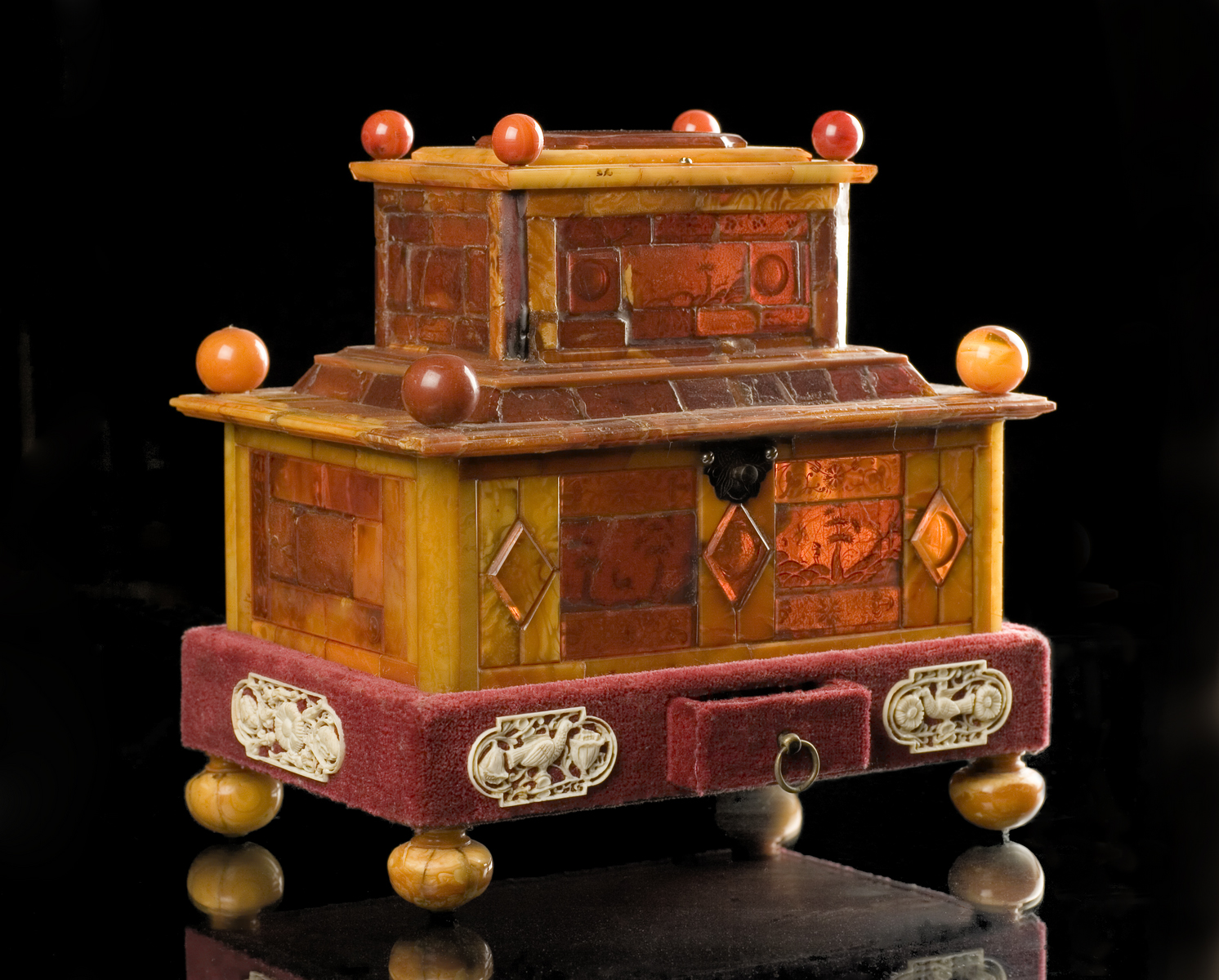
Szkatułka bursztynowa z XVII w. Muzeum Bursztynu w Królewcu.

Muzeum Bursztynu (ros. Музей янтаря) w Królewcu – specjalistyczne muzeum poświęcone bursztynowi i wyrobom z niego, powstałe w 1979 w Królewcu w Rosji. Mieści się w baszcie Dohnaturm zbudowanej w latach 1852–1853, nazwanej tak na cześć Karla Friedricha Emila zu Dohna-Schlobitten.
W skład kolekcji muzeum wchodzi przeszło 6000 obiektów. Reprezentują one: różne naturalne formy bursztynu, głównie bałtyckiego, ale także bursztynu innego wieku i lokalizacji; zbiór inkluzji organicznych w bursztynie, niewielki zbiór oryginalnych zabytkowych dzieł sztuki z bursztynu, zbiór kopii zabytków bursztynowych, dużą kolekcję wyrobów bursztynowych Kaliningradzkiego Kombinatu Bursztynowego i współczesnych jubilerów i artystów z różnych krajów. Muzeum dysponuje powierzchnią wystawienniczą 1000 m kw.